# Kalanchoe thyrsiflora
Kalanchoe thyrsiflora, vulgarmente conhecida como orelha de elefante, é uma espécie de planta com flor nativa de Botsuana, Lesoto, África do Sul e Essuaitíni.

## Taxonomia
Em 1862, William Henry Harvey publicou pela primeira vez o nome Kalanchoe thyrsiflora para designar essa espécie da África Austral. Por causa de um erro cometido no The Plant List em 2012, o nome K. thyrsiflora foi tratado por alguns como sinônimo de K. tetraphylla . No entanto, esses dois nomes se aplicam a duas espécies distintas. O nome K. tetraphylla data de 1923 e aplica-se a uma espécie diferente, limitada a Madagascar.

## Descrição
É uma planta suculenta que produz um caule de cerca de 1m de altura, o qual morre após a floração. Forma uma roseta basal de folhas grandes, arredondadas, carnudas e sem caule, verde-acinzentadas com margens vermelhas, cobertas por uma flor branca e pulverulenta. A inflorescência é terminal e ereta com panículas densamente agrupadas de flores cerosas esverdeadas com lóbulos recurvados amarelos, na forma de urna estreita. A planta floresce do outono à primavera e é comum em gramados entre rochas.